# Lazzaro di Gerusalemme
Lazzaro (... – Gerusalemme, dopo aprile 1368) è stato un arcivescovo ortodosso bizantino, patriarca di Gerusalemme a metà del XIV secolo.

## Biografia
Non è nota la data di elezione di Lazzaro al trono patriarcale, che fu contestata da un monaco palestinese, Gerasimo, mentre Lazzaro si trovava a Costantinopoli per ottenere la conferma della sua elezione da parte del patriarca Giovanni XIV Kalekas. Le accuse di Gerasimo convinsero Giovanni XIV a disconoscere Lazzaro e a confermare l'elezione di Gerasimo. Questo avvenne prima della morte dell'imperatore Andronico III Paleologo (15 giugno 1341).
Alla morte dell'imperatore seguì una guerra civile che vide opporsi Giovanni V Paleologo e Giovanni VI Cantacuzeno. Lazzaro dette il suo appoggio a quest'ultimo, e fu tra coloro che presero parte alla sua incoronazione nel maggio 1346. L'anno seguente, il successore di Giovanni XIV Kalekas, Isidoro, riconobbe ufficialmente Lazzaro come legittimo patriarca di Gerusalemme: questo avvenne in una data imprecisata tra maggio e agosto 1347. Questi poté allora ritornare a Gerusalemme e prendere nuovamente possesso della sua sede, dopo la rinuncia di Gerasimo, ma non prima della metà del 1349.
La presenza di Lazzaro a Costantinopoli è documentata in diverse occasioni. Nella prima metà del 1361 prese parte ad un sinodo nella capitale bizantina. In seguito, ad una data non ben precisata, fu inviato dal sovrano mamelucco al-Ḥasan († 1361), della dinastia Bahri, in missione presso l'imperatore bizantino. Nel 1367, assieme ai patriarchi di Costantinopoli e di Antiochia, sottoscrisse una lettera a papa Urbano V. L'ultima sua presenza a Costantinopoli risale all'aprile del 1368.
Lazzaro fu oggetto anche di dure persecuzioni da parte dei Mamelucchi, che governavano sulla Palestina in questo periodo.
Non è nota la data di morte del patriarca. Gli annali russi attestano l'esistenza di un patriarca di Gerusalemme di nome Gerasimo, ignoto alle cronotassi tradizionali dei patriarchi gerosolimitani, che mettono Doroteo I dopo Lazzaro. Gerasimo si era recato in Russia, tra settembre 1370 e agosto 1371, per raccogliere offerte e denaro per sostenere le sue attività, minacciate dalle persecuzioni. Di conseguenza Lazzaro morì poco prima di questo periodo.